# John McMichael (Mediziner)

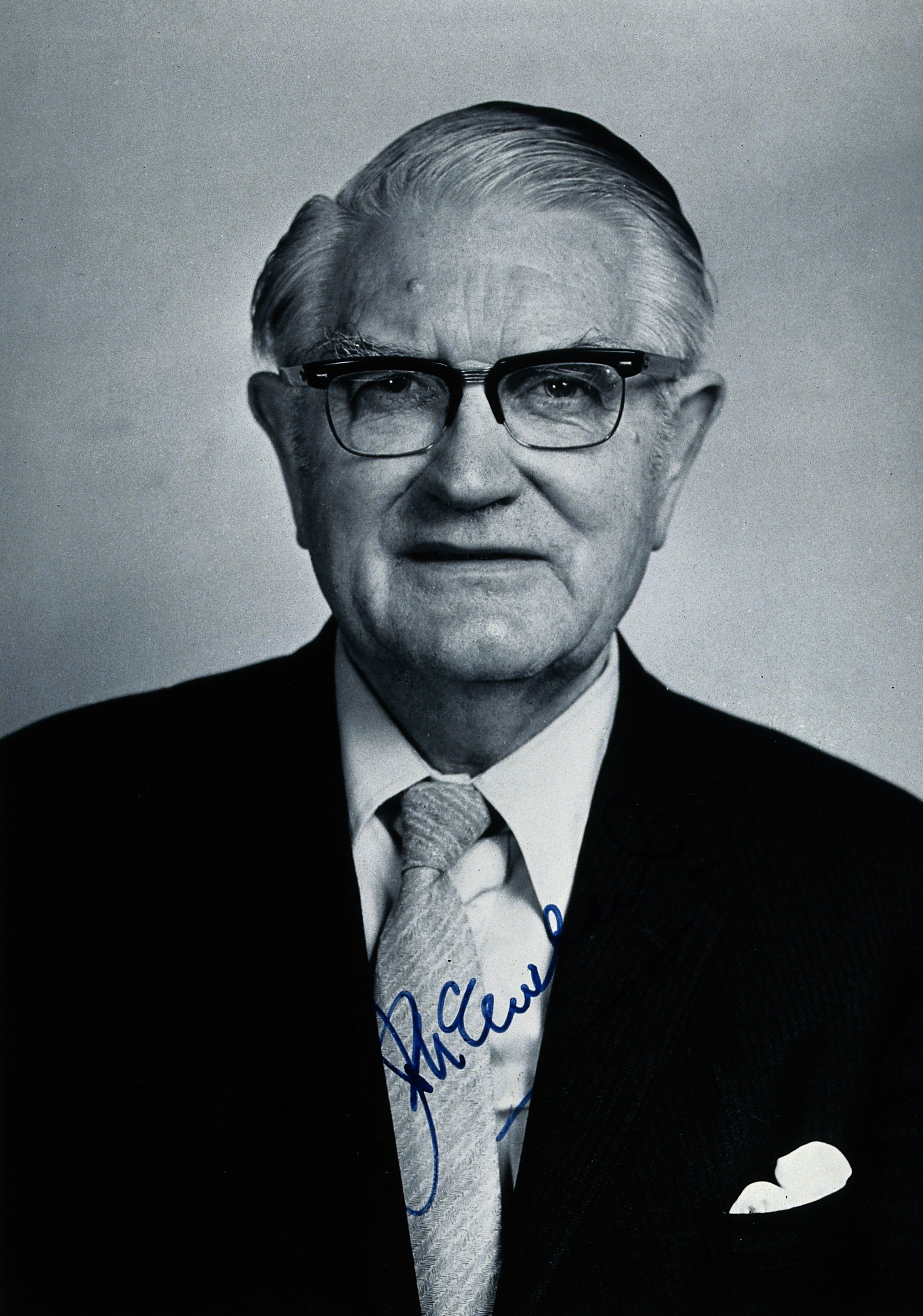
Sir John McMichael

Sir John McMichael (* 25. Juli 1904 in Gatehouse of Fleet, Kirkcudbrightshire, Schottland; † 4. März 1993 in Oxford) war ein britischer Mediziner (Kardiologie). Er war Professor an der Universität London.
McMichael studierte Medizin in Edinburgh und gewann als Student viele Preise, unter anderem eine Goldmedaille für seine Dissertation (M. D.) 1933 bei Stanley Davidson in Aberdeen und Thomas Lewis in London. Bis 1931 war er Royal Society Research Fellow in Edinburgh und befasste sich mit Atemwegserkrankungen, danach ging er nach London in die Royal Postgraduate Medical School (im Hammersmith Hospital) und wandte sich der Kardiologie zu. Er wurde 1939 dort Reader und 1946 als Nachfolger von Francis Fraser dessen Direktor. In seiner Zeit wurde es zu einem führenden Zentrum medizinischer Forschung in Großbritannien. Er organisierte das Hospital in der in Schottland aus Deutschland übernommenen Tradition (mit einem Chefarzt, der die Bettenbelegung kontrollierte und keinen Ärzten von außerhalb, die Betten belegen konnten), wobei er bei den Londoner Medizinern anfangs auf heftige Gegenwehr stieß. Er förderte begabte Nachwuchswissenschaftler und sorgte für deren raschen Aufstieg schon in jungen Jahren. 1966 wurde er Direktor der British Postgraduate Medical Federation. 1971 wurde er emeritiert.
McMichael war in Großbritannien ein Pionier der Herzkatheteruntersuchung, wobei er auf ähnliche Widerstände stieß wie Werner Forßmann in Deutschland. Eine erste Veröffentlichung erfolgte 1946. Für Forschungen auf diesem Gebiet in New York  erhielten André Frédéric Cournand und Dickinson Woodruff Richards 1956 den Nobelpreis für Medizin (mit Forßmann). Bald nachdem er die Herzkatheteruntersuchung in England etabliert hatte, wechselte er das Forschungsgebiet und wandte sich dem Bluthochdruck zu und Pharmakologie von Herzerkrankungen (speziell Digitalis).
1960 erhielt er den Canada Gairdner International Award. 1940 wurde er Fellow des Royal College of Physicians of Edinburgh (ab 1981 war er dort Ehren-Fellow) und 1965 wurde er Ehrendoktor in Melbourne. 1975 hielt er die Harveian Oration. 1957 wurde er Fellow der Royal Society. 1965 wurde er geadelt und von 1968 bis 1972 war er Präsident der British Cardiac Society. 1970 war er Präsident des fünften Weltkongresses in Kardiologie in London. 1974 wurde McMichael in die National Academy of Sciences gewählt.

## Schriften
- Pharmacology of the failing human heart, Blackwell Scientific Publ., Oxford 1950